# Carlos Vila Nova
Carlos Manuel Vila Nova (Neves, 27 de julio de 1959) es un político santotomense.  Se desempeñó como ministro de Obras Públicas y Recursos Naturales (2010-2012) y ministro de Infraestructura, Recursos Naturales y Medio Ambiente (2014-2018) durante los gobiernos del primer ministro Patrice Trovoada.
Fue candidato de Acción Democrática Independiente para las elecciones presidenciales de 2021. El 6 de septiembre fue declarado presidente electo.

## Biografía
Vila Nova nació en Neves, una ciudad en la costa norte de la isla de Santo Tomé. 

### Carrera profesional
Se licenció en ingeniería de telecomunicaciones en la Universidad de Orán, Argelia en 1985. Posteriormente se convirtió en jefe del departamento de informática de la Dirección de Estadística del gobierno. En 1988, dejó el servicio público para volverse director comercial del hotel Miramar, que entonces era el único hotel en el país. Fue ascendido a Director del Hotel Miramar en 1992, y en 1997 se convirtió en director del hotel Pousada Boa Vista. Al mismo tiempo fundó la agencia de viajes Mistral Voyages. Vila Nova continuó en la industria del turismo hasta que entró en política en 2010.

### Carrera política
Vila Nova sirvió como ministro de Obras Públicas y Recursos Naturales en el gabinete de Patrice Trovoada de 2010 hasta que el gobierno perdió la confianza del parlamento en 2012.  Fue designado Ministro de Infraestructura, Recursos Naturales y Medio Ambiente después de que Acción Democrática Independiente (ADI) recuperó la mayoría en 2014.  En 2018, Vila Nova fue elegido como diputado a la Asamblea Nacional.
Fue nominado como candidato de ADI en las elecciones presidenciales de 2021. Obtuvo el 39,47 % de los votos emitidos en la primera vuelta. Ganó las elecciones en segunda vuelta obteniendo el 57,54% de los votos y derrotando a Guilherme Posser da Costa.